# District de Bulandy
Le  district de Bulandy (en kazakh : Бұланды ауданы) est un district de l'oblys d'Aqmola au nord du Kazakhstan. 

## Géographie
Son centre administratif est la localité de Makinsk. 

## Démographie
En 2013, le district a une population de 34 761 habitants.